# إيمان شومبيرت
إيمان شومبيرت (بالإنجليزية: Iman Shumpert) مواليد 26 يونيو 1990، هو لاعب كرة سلة أمريكي يلعب مع فريق كليفلاند كافالييرز في الرابطة الوطنية لكرة السلة ويحمل الرقم 4. يبلغ طوله 6 قدم 5 بوصة (2.0 م).

## فرق لعب لها
- نيويورك نيكس
- كليفلاند كافالييرز

## روابط خارجية
- إيمان شومبيرت على موقع إن بي أي (الإنجليزية)
- إيمان شومبيرت على موقع سبورتس رفرنس (الإنجليزية)
- إيمان شومبيرت على موقع كرة السلة الأوروبية.كوم (الإنجليزية)
- إيمان شومبيرت على موقع إي إس بي إن.كوم (الإنجليزية)
- إيمان شومبيرت على موقع كلية كرة السلة في سبورتس رفرنس.كوم (الإنجليزية)
- إيمان شومبيرت على موقع ريلجم (الإنجليزية)
- إيمان شومبيرت على موقع بروبوليرز (الإنجليزية)